# Kiss Máté (labdarúgó, 1991)
Kiss Máté (Győr, 1991. április 30. –) labdarúgó, középpályás. Jelenleg a ETO FC Győr játékosa. Kiss tagja volt az egyiptomi 2009-es U20-as labdarúgó-világbajnokság U20-as magyar labdarúgó-válogatott keretének, amely harmadik helyen végzett a tornán.

## Pályafutása

### Klubcsapatokban

#### Győr
A játékos 2007-ben mutatkozott be az NB I-ben a Győri ETO FC felnőtt csapatában az Újpest FC ellen. Ebben a szezonban mindössze két mérkőzésen lépett pályára csereként. A következő szezonban kiderült, hogy a fiatal labdarúgó számára az Újpest csapata már másodszor maradt emlékezetes, hiszen megszerezte élete első NB I-es gólját. A 2009-es szezonban három meccs után még nem talált be a kapuba Kiss.

### A válogatottban
Kis tagja volt az egyiptomi 2009-es U20-as labdarúgó-világbajnokság U20-as magyar labdarúgó-válogatott keretének, amely bronzérmet szerzett. Az ifjú labdarúgó Csehország ellen szerzett, 30-méterről szerzett gólja lett a torna legszebb találata.

## Sikerei, díjai

### Klubcsapatokkal
Győri ETO
- Magyar bajnoki bronzérmes: 2008, 2010

 Gyirmót FC
- Másodosztályú bajnok: 2015–16

### A válogatottal
- 2009-es U20-as labdarúgó-világbajnokság – (Egyiptom): bronzérem